# Convento dos Agostinhos
O antigo Convento dos Agostinhos, ou Convento de Santo Agostinho, localiza-se na cidade e no Município de Portalegre, no Distrito de Portalegre, em Portugal. Presentemente, no edifício conventual está instalado o Comando Territorial da Guarda Nacional Republicana, GNR, de Portalegre.

## História
Pertencia à Ordem dos Agostinianos Descalços, fundada em 1683. Os frades estiveram na Rua da Sé, e depois passaram, por algum tempo, para a Senhora da Penha.
Extintas as Ordens Religiosas, as imagens de Santo Agostinho e Santa Mónica foram para a Igreja do Espírito Santo; a Senhora da Sé, Santa Rita e Jesus Maria e José, para a de São Lourenço.
A Igreja serviu de escola normal de meninas, e em baixo de armazém. O convento era pertença da câmara municipal e nele esteve a Administração do Concelho e a Casa das Audiências. Quando se abriu a Rua Nova do Visconde de Castelo Branco, ali se achou uma pedra com a fundação dos Agostinhos e moedas de ouro e prata.
Ali se acomodou a Conservatória, a Estação Telefónica, a Cadeia e algumas companhias do Regimento de Infantaria 22, então colocado em Portalegre. 

## Características
A igreja tinha três altares todos de mármore, bem como o trono.

## Representações na cultura
A este convento está ligada a seguinte cantiga:
Adeus ó Quinta das Freiras
Palácio dos Agostinhos
Quem me dera ter maneiras
P'ra lograr os teus carinhos
Já cantam os passarinhos
Lá pró lado da Lixoza
Quem não ama os teus carinhos
Nada neste mundo goza
És a folha de uma rosa
Fechadinha em botão
És bonita e grandiosa
Muito da minha afeição